# George Montague Harper

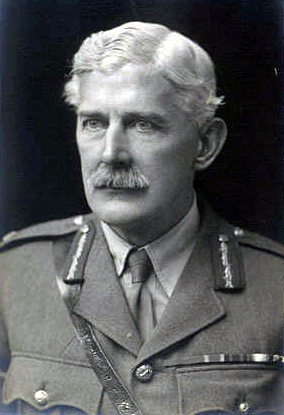
Sir George Montague Harper

Sir George Montague Harper KCB, DSO (* 11. Januar 1865; † 15. Dezember 1922 bei Sherborne in Dorset) war ein britischer Brigade-, Divisions- und Korpskommandeur im Ersten Weltkrieg.
Harper war ein fähiger und tapferer Offizier der 'alten Schule', der sich schon im Burenkrieg vielfach ausgezeichnet hatte und auch als Truppenkommandeur auf dem französischen Kriegsschauplatz bedeutende Erfolge erzielte. Er stieg – ungewöhnlich für einen Pionieroffizier – wegen seiner außerordentlichen Fähigkeiten bis zum Generalleutnant und Befehlshaber eines Armeekorps im Kriegseinsatz auf und wurde von seinen Männern, die ihn sehr schätzten, "Uncle" Harper genannt.
Da er aber die Einsatzmöglichkeiten der noch jungen Panzerwaffe zunächst verkannte, ließ er sie als Kommandeur der 51st (Highland) Division, die bei der Schlacht von Cambrai im Zentrum der Angriffslinie stand, bei dem Dorf Flesquières ohne Infanteriebedeckung vorrücken, weil er fürchtete, die Panzer könnten feindliches Artilleriefeuer auf seine Männer lenken. Die Panzer wurden dabei einer nach dem anderen ausgeschaltet, bevor die Infanterie aufschließen konnte. Diese Fehleinschätzung Harpers war eine der Ursachen für das Scheitern der Cambrai-Offensive.

## Leben
George Montague Harper wurde am 11. Januar 1865 als Sohn von Charles Harper geboren. Er erhielt am 5. Juli 1884 sein Patent als Leutnant der Royal Engineers und diente zunächst an der School of Military Engineering in Chatham, Grafschaft Kent. 1890 ging er nach Bengalen, Indien, und wurde dort am 1. Oktober 1892 zum Captain befördert. Nach seiner Rückkehr nach England war er in Yorkshire stationiert. Am 10. Oktober 1892 wurde er für die nächsten sechs Jahre Adjutant der 2nd West Yorkshire Royal Engineer Volunteers in Leeds und ging im Februar 1898 nach Curragh in Irland.

### Burenkrieg
1899 ging Captain Harper zur 37th Field Company, Royal Engineers nach Südafrika und nahm dort an mehreren militärischen Unternehmungen teil (Ladysmith, Spion Kop, Vaal Kranz, Tugela Heights, Pieter's Hill, Natal u. a.), bei denen er sich sehr auszeichnete. Er erhielt dafür die Queen’s South Africa Medal mit vier Spangen und wurde mehrfach lobend in Gefechtsberichten genannt (Mentioned in Despatches), u. a. von Sir Redvers Buller und Lord Roberts. Am 1. April 1901 wurde Harper zum Major befördert und erhielt am 29. Oktober 1901 „in Anerkennung seiner Dienste in Südafrika“ aus der Hand König Edwards VII. den Distinguished Service Order.

### Vorkriegszeit
Seine nächste Verwendung fand Harper im Kriegsministerium in London, wo er sich mit Fragen der Mobilmachung beschäftigte. 1906 nahm er am Generalstabslehrgang am Staff College in Camberley teil und wurde nach erfolgreichem Abschluss zum Lieutenant Colonel (Oberstleutnant, 1. Januar 1907) befördert. Danach wechselte er als Deputy Assistant Adjutant General (General Staff Officer, 2nd Grade) zum festen Personal der Stabsschule. Er war seit 23 Jahren das erste Staff Member des College aus dem Royal Engineers Corps, nachdem im Januar 1906 entschieden worden war, dass in Zukunft immer ein Pionieroffizier zum Personal des College gehören sollte.
Am 1. Januar 1911 wurde Harper auf Halbsold gesetzt, kehrte aber am 23. Juni als Direktor Militärische Operationen im Stab des Chefs des Imperial General Staff in den aktiven Dienst zurück. Am 19. Juli wurde er zum Oberst befördert und daher, wie es üblich war, von der Liste des Corps of Royal Engineers gestrichen. 1912 wurde er zusätzlich noch zum Vertreter der Abteilung Militärische Operationen beim Army Medical Advisory Board ernannt.

### Erster Weltkrieg
Nach dem Ausbruch des Ersten Weltkrieges wurde Harper dem Stab des Oberbefehlshabers des britischen Expeditionskorps in Frankreich (British Expeditionary Force BEF), Sir John French zugeordnet (5. August 1914) und am 7. November 1914 zum Temporary Brigadier General (Brevet-Rang) ernannt. Am 11. Februar 1915 übernahm Harper den Befehl über die 17. Infanteriebrigade, erhielt im selben Jahr den Order of the Bath und wurde am 25. September zum Temporary Major General und Kommandeur der 51st (Highland) Division ernannt. Am 1. Januar 1916 erhielt er seine Ernennung zum regulären Generalmajor.
Mit der 51. Division, die zunächst dem XVII., dann dem XVIII. Korps unterstellt war, nahm Harper an verschiedenen Gefechten auf dem französischen Kriegsschauplatz teil: Schlacht an der Somme (Juli 1916), Schlacht bei Ancre (November 1916), Scarpe (Arras) (April 1917), Langemarck (Juli/August 1917), Menin (September 1917) und Cambrai (November/Dezember 1917).
1918 wurde Harper zum Kommandeur der Ehrenlegion und zum Knight Commander des Bathordens (KCB) ernannt. Am 11. März übernahm er bis Kriegsende als Temporary Lieutenant General das Kommando über das IV. Korps in Byngs 3. Armee. Mit diesem Korps, bestehend aus der 5., 37., 42., 63. und der neuseeländischen Division, war Harper wesentlich an der letzten britischen Offensive des Krieges beteiligt. Harpers Korps eröffnete am 27. September 1918 bei der Schlussoffensive in der Picardie den Angriff am Frontabschnitt von Miraumont nach Moyenneville, wenige Kilometer nördlich der Ancre. Trotz schlechten Wetters (dichter Nebel und Schlamm) war der panzerunterstützte Angriff ein voller Erfolg, der auch gegen erbitterten deutschen Widerstand gesichert werden konnte. Seit dem 21. August 1918 hatte das IV. Korps ungefähr 30.000 Männer verloren, 22.500 gefangen genommen und 350 Geschütze erobert.

### Nach dem Großen Krieg
Nach dem Waffenstillstand wurde Harper zum regulären Generalleutnant ernannt (1. Januar 1919). Er kehrte nach England zurück und wurde im Juli 1919 Oberbefehlshaber des südlichen Militärdistrikts in Salisbury, zu dem die Grafschaften Warwickshire, Worcestershire, Gloucestershire, Oxfordshire, Buckinghamshire, Berkshire (teilweise), Cornwall, Devonshire, Somersetshire, Dorset, Wiltshire und Teile von Hampshire gehörten.

### Tod
Lieutenant General Sir George Montague Harper kam am 15. Dezember 1922 bei Sherborne in Dorset bei einem Autounfall ums Leben, als sein Wagen von der Straße abkam und sich überschlug. Seine ebenfalls mit im Wagen sitzende Ehefrau Lady Ella Constance Harper, eine Tochter von William Jackson, 1. Baron Allerton, überlebte verletzt. Er wurde am 19. Dezember 1922 mit allen militärischen Ehren auf dem London Road Cemetery in Salisbury beigesetzt.